# Pokrzywna (województwo mazowieckie)
Pokrzywna – wieś sołecka w Polsce położona w województwie mazowieckim, w powiecie białobrzeskim, w gminie Stromiec. Przez miejscowość przepływa rzeczka Dyga, prawobrzeżny dopływ Pilicy.
W skład sołectwa Pokrzywna wchodzi także Stara wieś.
Wieś szlachecka Pokrzywno położona była w drugiej połowie XVI wieku w powiecie wareckim ziemi czerskiej województwa mazowieckiego. W latach 1975–1998 miejscowość położona była w województwie radomskim.
Wierni Kościoła rzymskokatolickiego należą do parafii św. Jana Chrzciciela w Stromcu.